# Турский, Карл Рейнгольдович
Карл Рейнгольдович (Густавович) Турский (8 июля 1801—1884) — российский архитектор немецкого происхождения.

## Биография
Карл родился в семье дворян лютеранского вероисповедания. В 1809 году поступил, а 16 сентября 1821 года окончил Академию художеств с аттестатом 2-й степени. В период обучения в 1820 году был поощрён серебряной медалью 2-го достоинства.
С октября 1821 по 1826 год служил в Санкт-Петербурге чертёжником в Канцелярии дирекции построения мостов и труб в чине коллежского регистратора. В 1824 году стал губернским секретарём со старшинством. В 1827 году переведён смотрителем работ в Канцелярии дирекции, а 31 декабря 1827 года назначен коллежским секретарём со старшинством. 11 декабря 1830 года назначен титулярным советником за отлично усердную службу.

### Служба в Томске
С 5 июля 1832 года по 31 января 1838 года работал в Томске, где исполнял должность губернского архитектора в чине коллежского асессора со старшинством. Здесь он выполнил проект дома Приказа общественного призрения для города Томска, проект церкви в деревне Уртамской Томского округа, а также планы городов Колывани, Каинска, Бийска и Кузнецка, которые были «Высочайше утверждены» 26 октября 1834 года. В марте 1834 года выполнил проект каменного тюремного острога для Колывани. Проект был рассмотрен комиссией проектов и смет в г. Томске в августе, а 26 октября 1834 года императором в Санкт-Петербурге. Однако по каким-то причинам проект не был реализован.
По его проекту в Томске были построены Польский костёл и Троицкая церковь, ставшая первым единоверческим храмом Сибири, возведена ограда Богородице-Алексеевского монастыря и губернский тюремный замок на 500 человек по Большому Клиническому переулку (ныне ул. Иванова), д. 4.

### Работа на Урале
С 31 января 1838 года по 22 июня 1841 года был в отставке без назначения. В январе 1841 года был назначен архитектором Златоустовских заводов, а с 31 декабря 1841 года — архитектором Уральского горного правления в чине надворного советника со старшинством. Спроектировал и построил ворота с чугунной решёткой при Екатеринбургском монетном дворе (со стороны архива), городской театр (позднее в здании находился кинотеатр «Октябрь», а сейчас кинотеатр «Колизей»), госпиталь в Екатеринбурге на берегу Исети, здание Уральского горного училища (Мужская классическая гимназия), открытие состоялось весной 1853 года и другие объекты.
Спроектировал здание Богоявленского храма в городе Реж. 
В 1855 году и в 1873 году являлся помощником караванного смотрителя транспорта с золотом, отправляемые в Санкт-Петербург.
С 23 октября 1859 года по 4 июля 1866 года являлся директором Екатеринбургского попечительского комитета о тюрьмах.
Скончался в 1884 году.

## Награды
За свои достижения был неоднократно награждён:
- 26 августа 1856 года — бронзовая медаль «В память войны 1853—1856» на Владимирской ленте;
- 7 сентября 1856 года — бриллиантовый перстень «за безвозмездные труды по постройке зданий Екатеринбургской гранильной фабрики»;
- орден святой Анны 3 степени;
- орден святого Владимира 4 степени;
- орден святого Станислава 2 степени.

## Галерея

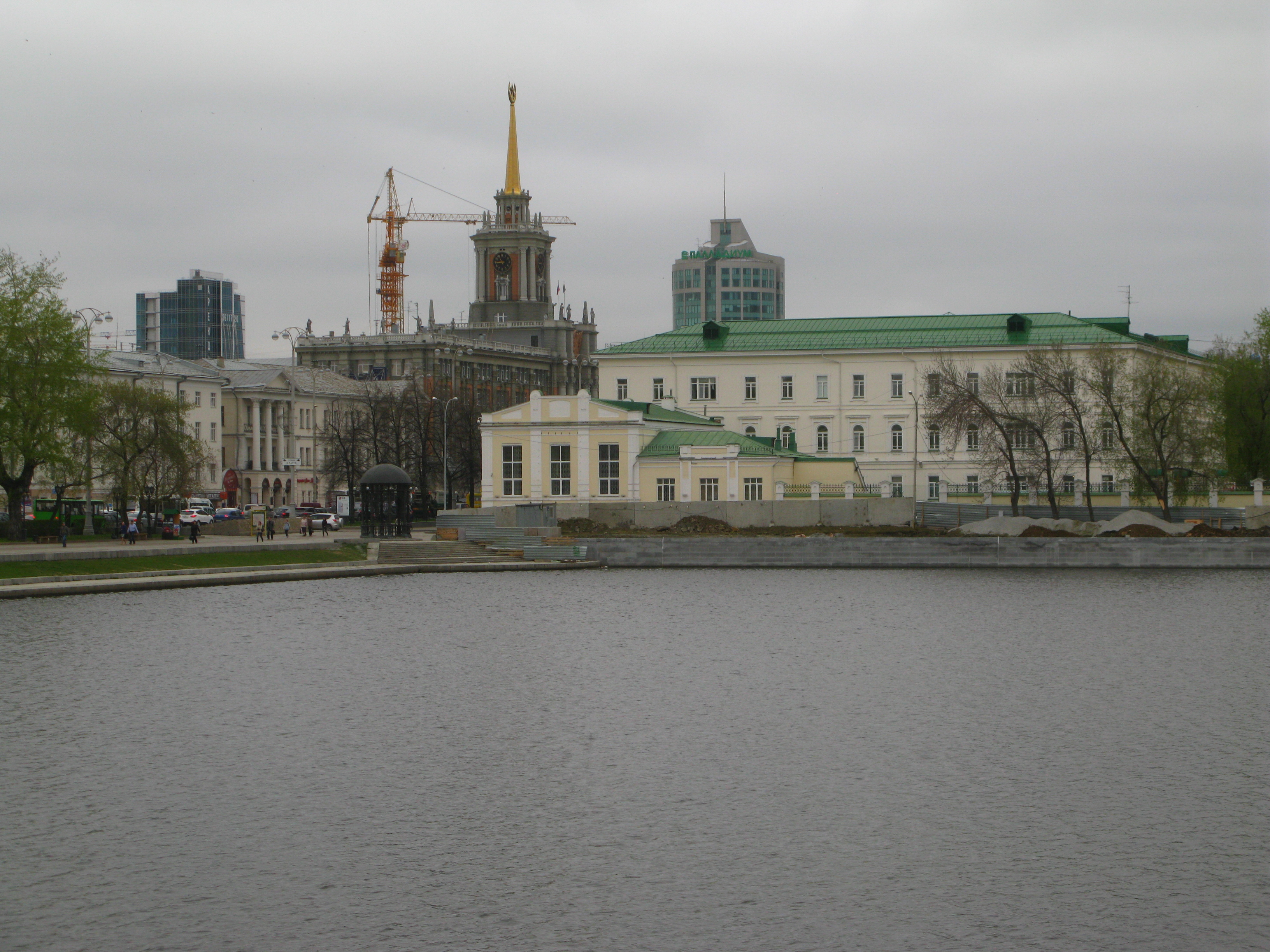
Гимназия №9. Екатеринбург
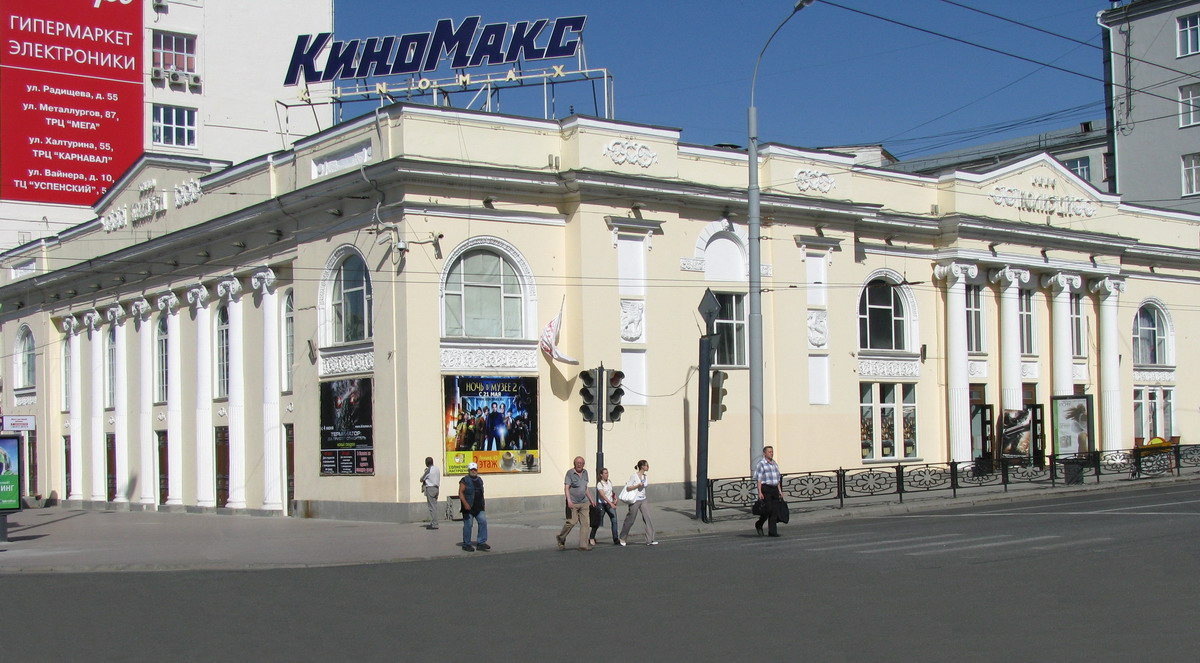
Кинотеатр Колизей. Екатеринбург.
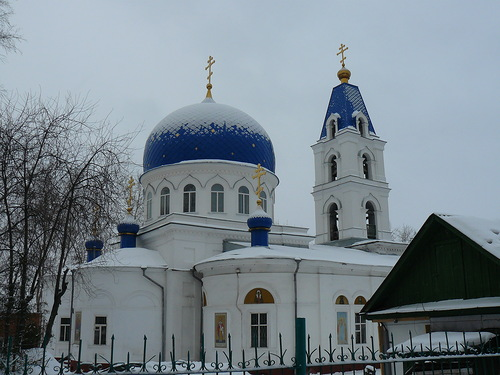
Свято-Троицкий храм в Томске
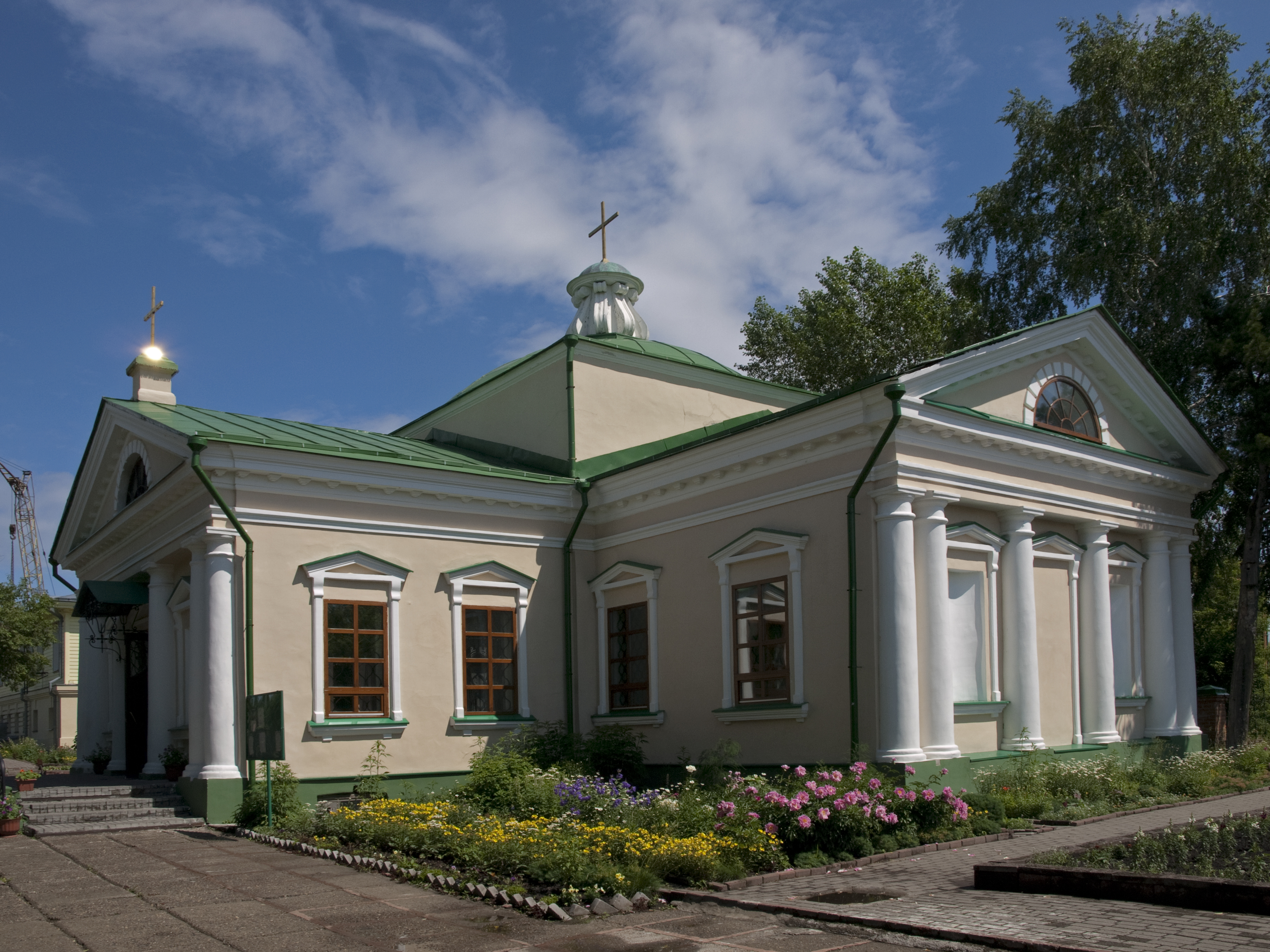
Костёл в Томске